# ساوین (استان لوبلین)
ساوین (به لهستانی:  Sawin) یک روستا در لهستان است که در گمینا ساوین واقع شده‌است. ساوین ۲٬۱۸۱ نفر جمعیت دارد.